# Эсс
Эсс — река в России, протекает по территории Советского района Ханты-Мансийского автономного округа. Устье реки находится в 908 км по правому берегу реки Конды. Длина реки составляет 233 км, площадь водосборного бассейна — 2120 км².

## Притоки
- 1 км: Нярья
- 11 км: Инквойюган
- 25 км: Паулья
- Уншош
- 48 км: Нёмнёлшош
- Несьшош
- 60,2 км: Лесья
- 60,9 км: Малая Лесья
- 90 км: Уй
- Яныг-Лепля
- Мань-Лепля
- 178 км: Малый Вой
- 187 км: Большой Вой
- 194 км: Нехрсапръюган

## Данные водного реестра
По данным государственного водного реестра России относится к Иртышскому бассейновому округу, водохозяйственный участок реки — Конда, речной подбассейн реки — Конда. Речной бассейн реки — Иртыш.
Код объекта в государственном водном реестре — 14010600112115300015767.